# 真島公三郎
真島 公三郎（まじま こうざぶろう、1920年4月19日-2009年9月19日  ）は、日本の経営者。三井金属鉱業社長を務めた。佐賀県出身。

## 来歴・人物
1943年に早稲田大学商学部を卒業し、同年に三井鉱山に入社した。後に三井金属鉱業に転じ、1974年5月に取締役に就任し、1978年6月に常務、1981年6月に専務を経て、1983年6月に副社長に就任し、1984年6月には社長に昇格した。1990年6月に会長に就任し、1993年6月から名誉相談役を務めた。
1986年11月に藍綬褒章を受章し、1992年11月に勲一等瑞宝章を受章した。
2009年9月19日心不全のため死去、89歳没。